# Yvonne Allendy
Yvonne Allendy, née le 3 septembre 1890 à Paris et morte le 23 août 1935 dans la même ville, est une femme de lettres et critique d'art française. 

## Biographie
Fille de l'artiste peintre Jules Nel-Dumouchel et de sa femme Marie Edmée Cougny (sœur de Gaston Cougny), Alice Yvonne Dumouchel-Nel naît à Paris le 3 septembre 1890.  
Elle épouse à Paris le médecin René Allendy le 19 novembre 1912,. 
Yvonne Allendy meurt prématurément le 23 août 1935, à l'âge de 44 ans. Son corps est inhumé au cimetière de Montmartre, dans le caveau familial Dumouchel-Nel. Sa petite sœur Colette Allendy (1895-1960) se marie avec René Allendy, devenu veuf, le 15 juillet 1936. 

## Carrière
En 1922, les époux Allendy fondent à la Sorbonne le Groupe d'études scientifiques et d'analyse des idées nouvelles. Quatre ans plus tard, Yvonne Allendy est aux côtés de son époux lors de la fondation de la Société psychanalytique de Paris, avec René Laforgue et Marie Bonaparte. 
Le couple Allendy co-écrit en 1931 Capitalisme et Sexualité. 
Yvonne Allendy est également critique d'art sous le pseudonyme de Jacques Poisson, écrivant sur les relations entre art et psychanalyse, en particulier dans la revue La Vie des lettres et des arts. En 1923, elle publie ainsi l'article Littérature moderne et psychanalyse, qui analyse à l'aune du symbolisme freudien, les œuvres de Guillaume Apollinaire, Jean Cocteau, Philippe Soupault ou encore Blaise Cendrars.   
Proche d'Antonin Artaud, Yvonne Allendy est trésorière du théâtre Alfred-Jarry, fondé par celui-ci à la fin des années 1920. 